# Honey (album Katy B)
Honey – trzeci album studyjny brytyjskiej piosenkarki Katy B, wydany 22 kwietnia 2016 roku nakładem wytwórni Virgin EMI. Każdy utwór na płycie jest kolaboracją z innymi artystami. Krążek spotkał się z mieszanymi recenzjami i nie powtórzył sukcesu komercyjnego poprzednich wydawnictw.

## Lista utworów
| Nr  | Tytuł utworu                                                  | Autorzy                                                   | Produkcja                   | Długość |
| --- | ------------------------------------------------------------- | --------------------------------------------------------- | --------------------------- | ------- |
| 1.  | „Honey (oraz Kaytranada)”                                     | Kathleen Brien, Kaytranada                                | Kaytranada                  | 4:44    |
| 2.  | „Who Am I (oraz Major Lazer i Craig David)”                   | Brien, Craig David, Jr. Blender, Thomas Pentz             | Geeneus, Jr. Blender, Diplo | 3:24    |
| 3.  | „So Far Away (oraz Wilkinson i Stamina MC)”                   | Brien, Wilkinson, Geeneus                                 | Geeneus, Wilkinson          | 4:28    |
| 4.  | „Chase Me (oraz Sasha Keable i JD. Reid)”                     | Brien, JD. Reid                                           | JD. Reid                    | 3:25    |
| 5.  | „Lose Your Head (oraz The HeavyTrackerz, J Hus i D Double E)” | Brien, The HeavyTrackerz, D Double E, Teddy Sambas, J Hus | The HeavyTrackerz           | 3:32    |
| 6.  | „I Wanna Be (oraz Chris Lorenzo)”                             | Brien, Kerli Kõiv, Chris Lorenzo, Geeneus                 | Geeneus, Chris Lorenzo      | 5:00    |
| 7.  | „Calm Down (oraz Four Tet i Floating Points)”                 | Brien, Four Tet                                           | Four Tet                    | 4:04    |
| 8.  | „Heavy (oraz Mr. Mitch)”                                      | Brien, Mr. Mitch                                          | Mr. Mitch                   | 3:56    |
| 9.  | „Turn the Music Louder (Rumble) (oraz KDA)”                   | Brien, Kris Di Angelis                                    | KDA, Geeneus                | 3:35    |
| 10. | „Dark Delirium (oraz Jamie Jones i Kate Simko)”               | Brien, Jamie Jones, Kate Simko, Valeria Kurbatova         | Jones, Simko                | 4:17    |
| 11. | „Water Rising (oraz MssingNo i Geeneus)”                      | Brien, MssingNo, Geeneus                                  | MssingNo, Geeneus           | 4:29    |
| 12. | „Dreamers (oraz Hannah Wants)”                                | Brien, Hannah Wants                                       | Wants                       | 4:40    |
| 13. | „Honey (Outro) (oraz Novelist i Geeneus)”                     | Brien, Novelist, Geeneus                                  | Geeneus                     | 4:15    |
|     |                                                               |                                                           |                             | 53:49   |

## Notowania
| Lista (2016)                      | Najwyższa pozycja |
| --------------------------------- | ----------------- |
| Belgia (Ultratop 50 Flandria)     | 132               |
| Szkocja (OCC)                     | 55                |
| Wielka Brytania (UK Albums Chart) | 22                |